# Javítóműhely
A Javítóműhely (eredeti cím: Small Engine Repair) 2021-ben bemutatott amerikai dráma filmvígjáték, amelyet azonos című színdarabja alapján John Pollono írt és rendezett. A főbb szerepekben Jon Bernthal, John Pollono, Shea Whigham, Spencer House és Jordana Spiro látható.
Az Amerikai Egyesült Államokban 2021. szeptember 10-én mutatták be a mozikban. Magyarországon a Maxon jelent meg 2024. szeptember 13-án.

## Cselekmény
Három régi jóbarát, Frank, Swaino és Packie hosszabb eltávolodás után újra találkoznak Frank kis javítóműhelyében. Frank, aki nemrég szabadult a börtönből, megkéri barátait, hogy segítsenek neki egy szívességben, amelyben szerepet játszik a lánya, Crystal, és egy előkelő egyetemista, Chad. Az éjszaka sötét fordulatot vesz, ahogy a szívesség fokozódik; bűncselekményeket és sokkoló csúcspontot eredményez, amely a férfiasság, az osztálykülönbségek és cselekedeteik következményei témáit járja körül.

## Szereplők
| Szerep             | Színész                      | Magyar hang     |
| ------------------ | ---------------------------- | --------------- |
| Terrance Swaino    | Jon Bernthal                 | Széles Tamás    |
| Terrance Swaino    | Hunter Jones (fiatalon)      |                 |
| Frank Romanowski   | John Pollono                 | Turi Bálint     |
| Frank Romanowski   | Zachary Hernandez (fiatalon) |                 |
| Packie Hanrahan    | Shea Whigham                 | Epres Attila    |
| Chad Walker        | Spencer House                | Markovics Tamás |
| Karen Delgado      | Jordana Spiro                | Kis-Kovács Luca |
| Crystal Romanowski | Ciara Bravo                  | Blazsó Regina   |
| Crystal Romanowski | Nina Peterson (fiatalon)     |                 |
| Crystal Romanowski | Addie Bernthal (4 évesen)    |                 |
| Anthony Romanowski | Josh Helman                  |                 |
| Tommy Hanrahan     | Michael Redfield             |                 |
| Diane Swaino       | Ashlie Atkinson              |                 |
| Patty Swaino       | Jenna Lamia                  |                 |
| Lawrence Swaino    | Joshua Bitton                |                 |
| Judy Swaino        | Shannon Esper                |                 |
| Mr. Walker         | John Rothman                 |                 |
| Afnahn             | Ajna Jai                     |                 |
| Mikey, a csapos    | Tom Draper                   |                 |
| Dottie             | Jennifer Pollono             |                 |
| Badge              | James Badge Dale             |                 |
| P.J.               | James Ransone                |                 |

### Magyar változat
- Magyar szöveg: Muráth Péter
- Hangmérnök és vágó: Kis Pál
- Gyártásvezető: Farkas Márta
- Szinkronrendező: Nikodém Gerda
- Produkciós vezető: Fodor Eszter

A szinkront a MAHIR Szinkron Kft. készítette el.

## A film készítése
2019 januárjában jelentették be először, hogy a Small Engine Repair című színdarab filmadaptációja az év elején elkészült. A gyártás 2019 februárjában kezdődött New York külvárosában, nevezetesen Yonkersben és Tappanban. Bár néhány bevezető felvétel Manchesterben (New Hampshire) készült.
A film forgatókönyvírója és rendezője John Pollono, producerei Peter Abrams, Jon Bernthal, Rick Rosenthal és Noah Rothman voltak. Pollono és Bernthal az eredeti produkcióban játszott szerepeiket ismét eljátszák, Shea Whigham és Spencer House pedig Packie-t, illetve Chad-et alakítják. Az eredeti produkcióban szerepet játszó Michael Redfield és Josh Helman új karakterként tűnik fel a filmben. Ezenkívül az eredeti jelmeztervező, Jennifer Pollono, valamint John Pollono és Sophie Pollono lánya, Sophie Pollono is szerepet kapott.

## Bemutató
Az adaptáció premierje 2020 márciusára volt tervezve, az SXSW Fesztivál Narrative Spotlight programjának részeként. Az az évi fesztivál lemondását követően a premier elhalasztásra került. A film ehelyett a 2020-as SXSW Online Fesztiválon került bemutatásra. A Javítóműhely című filmet a Vertical Entertainment 2021. szeptember 10-én tűzte műsorra a mozikban.

## Fogadtatás
A Rotten Tomatoes weboldalon 78%-os értékelést kapott 49 kritika alapján, az átlagértékelése 7,2 pont a 10-ből.